# Yan Yuan
Yan Yuan (ur. 1635, zm. 1704) – uczony z czasów dynastii Ming oraz Qing.
Urodził się w małej wiosce w okręgu Boye. Pracował początkowo jako uprawiający ziemię najemnik, później zaś jako nauczyciel oraz lekarz. Pierwotnie był taoistą, ostatecznie - w wyniku podjętych studiów konfucjańskich - doszedł do przekonania, że najbardziej wartościowe są nauki Konfucjusza i Mencjusza. Krytykował uczonych poświęcającym się jedynie dyskusjom czy spekulacjom teoretycznym, dowodząc wartości praktyki. Założył szkołę, w której nauczał szeregu umiejętności (m.in. kaligrafii i strzelania z łuku). Postulował także przeprowadzenie reformy rolnej.